# Mollendo
A cidade peruana de Mollendo é a capital da Província de Islay, situada no Departamento de Arequipa, pertencente a Região de Arequipa, Peru.